# Linsey Godfrey
Linsey Godfrey (* 25. Juli 1988 in Stuart, Florida) ist eine US-amerikanische Schauspielerin.

## Leben
Linsey Godfrey wurde im Juli 1988 in Stuart, Florida, geboren. Ihr Debüt als Schauspielerin hatte Godfrey in der US-Serie One Tree Hill im Jahre 2005. 2006 wurde bei ihr Morbus Hodgkin (ein bösartiger Tumor des Lymphsystems) diagnostiziert, von dem sie sich erholen konnte. Nach dem krebsbedingten Ausfall hatte sie einen Gastauftritt in der US-Serie Cold Case – Kein Opfer ist je vergessen. Nach ihren bisher ausschließlichen Rollen in Fernsehserien, spielte Godfrey in dem Film The Assignment von Timothy J. Nelson mit, der 2009 erschienen ist. Außerdem spielte Godfrey im Film House Bunny eine Nebenrolle.

## Filmografie (Auswahl)
- 2005: One Tree Hill (Folge: Between Order and Randomness)
- 2005–2006: Surface – Unheimliche Tiefe (Surface, 4 Folgen)
- 2006: Navy CIS (NCIS, Folge: Bait)
- 2007: Cold Case – Kein Opfer ist je vergessen (Cold Case, Folge: Boy Crazy)
- 2008: House Bunny
- 2009: The Assignment
- 2010: Jack’s Family Adventure
- 2010: Zack & Cody an Bord (The Suite Life on Deck, Folge: My Sister’s Keeper)
- 2011: CSI: Miami (Folge: Stoned Cold)
- 2011: The Vestige (Kurzfilm)
- 2012: My Funny Valentine
- 2012–2018: Reich und Schön (The Bold and the Beautiful)
- 2013: The Culling
- 2014: Altergeist
- 2014: Schatten der Leidenschaft (The Young and the Restless)
- 2017: Dead House
- 2018: Baby Obsession
- 2018: 'He's Watching' (Fernsehfilm)
- 2018: Deadly Runway (Fernsehfilm)
- seit 2018: Zeit der Sehnsucht (Days of our lives)

## Auszeichnungen
2014: Nominiert für einen Daytime Emmy Award in der Kategorie Outstanding Younger Actress in a Drama Series für ihre Rolle in Reich und Schön.